# Carlton, New York
Carlton är en administrativ enhet, en stad (town), i Orleans County, New York. Staden bildades 13 april 1822 under namnet Oak Orchard från delar av städerna Gaines och Ridgeway och fick sitt nuvarande namn 1825. De första bosättarna kom till trakten 1803.

Carlton i Orleans County

## Geografi
Landskapet är flackt och består mestadels av sandjordar. Staden ligger vid Ontariosjöns södra strand. Den genomkorsas från sydväst mot nordost av Oak Orchard Creek och Johnsons Creek, två vattendrag som är välkända för sitt sportfiske. 
Staden gränsar mot Kendall i öster, Gaines och Ridgeway i söder och Yates i väster.

## Politik
Staden styrs av en vald styrelse om fem personer, där en valts till Supervisor.